# 대관령고원전지훈련장
대관령고원전지훈련장(大關嶺高原轉地訓鍊場, Daegwallyeong Gowon Training Field)은 대한민국 강원특별자치도 평창군에 있는 스포츠 시설이다. 마사 필드와 우레탄 트랙이 갖춰져 있는 경기장이며, 평창올림픽스타디움이 철거된 부지에 건설되었다.

## 역사
2011년 5월 4일에 대관령전지훈련장이 준공되었다. 이후 2018년 동계 올림픽과 2018년 동계 패럴림픽 개최를 위해 평창올림픽스타디움이 건설되면서 철거되었다. 이후 2018년 6월에 평창올림픽스타디움이 철거되면서 해당 부지에 대관령고원전지훈련장이 건설되었다.

## 참고 문헌
- “대관령고원전지훈련장”. 평창군청.
- 《2019년 전국 공공체육시설 현황 (2018년말 기준)》. 대한민국 문화체육관광부. 2020.
- 《2023 전국 공공체육시설 현황 (2022년 12월말 기준)》. 대한민국 문화체육관광부. 2024.

## 같이 보기
- 대관령전지훈련장
- 평창올림픽스타디움